# Wacław Leszczyński (kanclerz wielki koronny)
Wacław Leszczyński herbu Wieniawa (ur. ok. 1576, zm. 17 maja 1628 w Poznaniu) – kasztelan kaliski od 1616, wojewoda kaliski od 1618, podkanclerzy koronny od 1620, kanclerz wielki koronny od 1625, starosta generalny Wielkopolski od 1628, starosta warecki w 1623 roku.
Był synem Rafała Leszczyńskiego starosty radziejowskiego, wojewody brzeskokujawskiego i jego drugiej żony Anny Korzbokówny (Witkowskiej) z Milicza. Jego ojciec był bratem czeskim.

## Konwersja na katolicyzm i dalsza kariera
Jako deputat na Trybunał Główny Koronny w Piotrkowie podpisał protestancko-prawosławną konfederację wileńską w 1599 roku.
Po śmierci ojca, osiadł w swoim majątku na Zamku w Gołuchowie, gdzie utrzymywał zbór braci czeskich, ale już wtedy podejrzewano go o chęć przejścia na katolicyzm, co istotnie nastąpiło w 1601 roku. Według legendy, przekonał się co do prawdziwości tego wyznania, gdy przejeżdżając koło katolickiego kościoła nie zdjął czapki, i ta sama podniosła się cudownie, a następnie opadła. Jednak jego konwersja miał raczej przyczyny koniunkturalistyczne, i była prawdopodobnie spowodowana chęcią ułatwienia sobie kariery u Zygmunta III Wazy. Jego żona pozostała całe życie kalwinistką.
Poseł na sejm 1611 roku z województwa kaliskiego i poznańskiego, deputat izby poselskiej do sprawy brandenburskiej, komisarz sejmowy do uspokojenia nawigacji na Warcie.

## Życie prywatne
Z poślubioną około 1603 roku Anną z Rozdrażewskich (1586-po1619), kalwinistką, córką Jana Rozdrażewskiego miał ośmioro dzieci, z wyjątkiem Anny, wszystkich wychowano na katolików. Z nich większą karierę zrobił Andrzej Leszczyński, jako prymas Polski oraz Jan Leszczyński (zm. 1657), jako biskup kijowski. Córki wydano za mąż za wielkopolskich ziemian, z wyjątkiem Anny, która wyszła za mąż za Jana Teodoryka Potockiego znanego działacza kalwińskiego w Małopolsce i na Litwie.